# Константин Петканов
Вижте пояснителната страница за други личности с името Константин Петканов.
Константин Николов Петканов е български писател, публицист и академик на БАН. Негова съпруга е поетесата Магда Петканова.

## Биография
Константин Петканов е роден на 12 декември 1891 в село Каваклия, Лозенградско в семейството на българския свещеник Никола Костадинов Петканов, взело участие в черковната борба и в Илинденско-Преображенското въстание от 1903. Негов брат е Димитър Петканов. През 1907 година Константин завършва българската мъжка гимназия „Петър Берон“ в Одрин. В от 1910 до Балканската война учителства в Малко Търново, Ениджия – Лозенградско и Бунархисар, Източна Тракия.
Малко преди избухването на Балканската война (1912 – 1913) Петканов се преселва в България и учи славянска филология в Софийския университет. През 1913 постъпва като доброволец в Македоно-Одринското опълчение.
По време на Първата световна война (1915 – 1918) завършва школата за запасни подпоручици в Скопие, чийто началник е полковник Борис Дрангов, и взема участие във войната. След края ѝ (1919 – 1920) Константин Петканов учителства в Созопол, а през 1921 се премества в Бургас. Председател е на музикалното дружество „Родни звуци“ и библиотекар в Общинската библиотека. През 1926 завършва библиотекарски курсове. От 1930 се преселва в София. През 30-те на 20 век сътрудничи на списанията „Златорог“, „Завет“, както и на „Философски преглед“, редактиран от Димитър Михалчев. Трайни следи оставя запознанството и приятелството му с Илия Бешков. Библиотекар на Българо–югославското дружество (1933 – 1934) и член на масонска ложа. 
През 1942 е поставена танцовата драма „Нестинарка“ на Марин Големинов по едноименния разказ на Константин Петканов.
След Деветосептемврийския преврат става Директор на културата в Министерството на информацията (1944 – 1947).
Редактор е на списанията „Тракия“, „Балкански преглед“ (от 1946).
Той е един от водачите на Тракийската организация – член и секретар на Тракийския комитет.
През 1945 Константин Петканов става академик на Българската академия на науките. Той е и член на Съюза на българските писатели. В 1949 година става председател на Тракийския научен институт. Умира от инфаркт на 12 февруари 1952 г.

## Памет
Личният му архив се съхранява във фонд 1694K в Централния държавен архив. Той се състои от 153 архивни единици от периода 1909 – 1981 г.
Улица в София носи неговото име (Карта).
Той е патрон на Средно училище „Константин Петканов“ – град Бургас.
- Паметна плоча на Константин Петканов и Магда Петканова
- Домът им на ул. „Герлово“ № 13 в София

## Творчество (по-значими произведения)

### Романи
- Без деца (1923)
- Морава звезда кървава
- Жътва
- Златна земя
- Белият вятър на Странджа
- Хайдути
- Преселници (исторически роман)
- Иде от равнината
- Индже войвода

### Поеми
- Самодива (1923)

### Други
- Тракийски разкази (1923)
- Опасно знание. Публицистика 1944 – 1948. Колекция „Неиздадените“, Книга 1. София: Кралица Маб, 2014 ISBN 978-954-533-137-4